# Farman MF.11
Maurice Farman MF.11 — французский авиационный разведчик, лёгкий бомбардировщик и учебный самолёт, применявшийся в годы Первой мировой войны. Спроектирован конструктором и пионером авиации Морисом Фарманом в 1914 году.
MF.11 серийно выпускался фирмой братьев Фарман, а также итальянской компанией Fabbrica Aeroplani Ing. O. Pomilio и британским производителем Airco.

## Конструкция
Братья Анри и Морис Фарманы основали своё совместное авиационное предприятие Avions Farman ещё в 1908 году, но первоначально придерживались различных воззрений на то, каким должен быть боевой самолёт: в частности, Морис (серия машин MF) отдавал предпочтение стационарным (а не ротативным, серия F или HF) двигателям, иному способу размещения гондолы, которая точно «подвешивалась» на стойках между крыльями, а также двойным рулям поворота. Вследствие применения моторов более высокой мощности самолёты Мориса превосходили по лётным характеристикам летательные аппараты его брата.
MF.11 представляет собой многостоечный биплан ферменной конструкции с толкающей двигательной установкой.
Концевые диагональные подкосы, стойки бипланной коробки, контур хвостового оперения и балки хвостовой фермы были образованы из тонкостенных тянутых стальных труб. Благодаря деревянным накладкам стойки самолёта приобретали обтекаемый каплеобразный профиль. Каркас крыла выполнялся из дерева, причём концевые секции верхнего крыла вместе с соответствующими участками элеронов производились отдельно. Задняя кромка всех поверхностей, за исключением центральных зон крыльев между поясами фермы, тросовая. Обшивка крыла изготавливалась из полотна, примотка которого к нервюрам заклеивалась тканевыми лентами.
Разнесённое вертикальное оперение не предусматривало наличие килей.
Каркас гондолы — деревянный, обшивка — в основном фанерная и частично полотняная. На различных модификациях MF.11 место пилота могло располагаться сзади либо спереди, соответственно устанавливалась и труба с внешними рычагами привода тросов управления рулями высоты. Военные варианты самолёта дополнительно оснащались импровизированным бронированием передней части гондолы.
На MF.11 монтировались укороченные противокапотажные лыжи, за что аэроплан получил прозвище «Короткорогий» (англ. Shorthorn).
Самолёт оборудовался двухрядным V-образным двигателем воздушного охлаждения «Рено» мощностью 80, 100 или 130 л. с. (либо аналогичным «Де Дион» мощностью 100 или 130 л. с.). На производившиеся по лицензии в Италии машины устанавливался мотор «Фиат» A.10.
Воздушный винт двигательной установки — деревянный, переклеенный из пластин, типа «интеграл». Концы лопастей чаще всего оковывались металлом.
Аэропланы «Фарман» ранних серий не окрашивались, но позднее верхние и боковые поверхности самолётов начали покрываться краской защитного цвета. Впоследствии начали окрашиваться и нижние поверхности — в светло-голубой цвет.

## Вооружение
На некоторых самолётах ставился шкворневый пулемёт с магазинным питанием — «Льюис», «Виккерс» или «Ревелли». В конструкции MF.11 не была предусмотрена специальная система подвески бомб, но модификация самолёта с двигателем мощностью 130 л. с. могла принять на борт до 100 кг бомбовой нагрузки.

## Боевое применение
На Западный фронт Первой мировой войны MF.11 начали поставляться в мае 1915 года, поэтапно замещая устаревшие аппараты F.20, F.21 и F.22, оснащённые маломощными ротативными двигателями. В Российском императорском военно-воздушном флоте MF.11 встречались редко, но на западе эти самолёты получили бо́льшее распространение, чем аэропланы Анри Фармана. В 1915—1916 годах во французских ВВС на MF.11 сражались 37 эскадрилий, в итальянском Военном авиационном корпусе — 24. Отдельные экземпляры самолёта применялись британцами на южных фронтах — в Македонии и в ходе Дарданелльской операции.
В начале 1916 года, по мере поступления в передовые подразделения более совершенных аэропланов, французские «Морис Фарманы» начали направляться в учебные части. На итальянском фронте MF.11 применялись в боевых операциях гораздо дольше.

## Сохранившиеся экземпляры

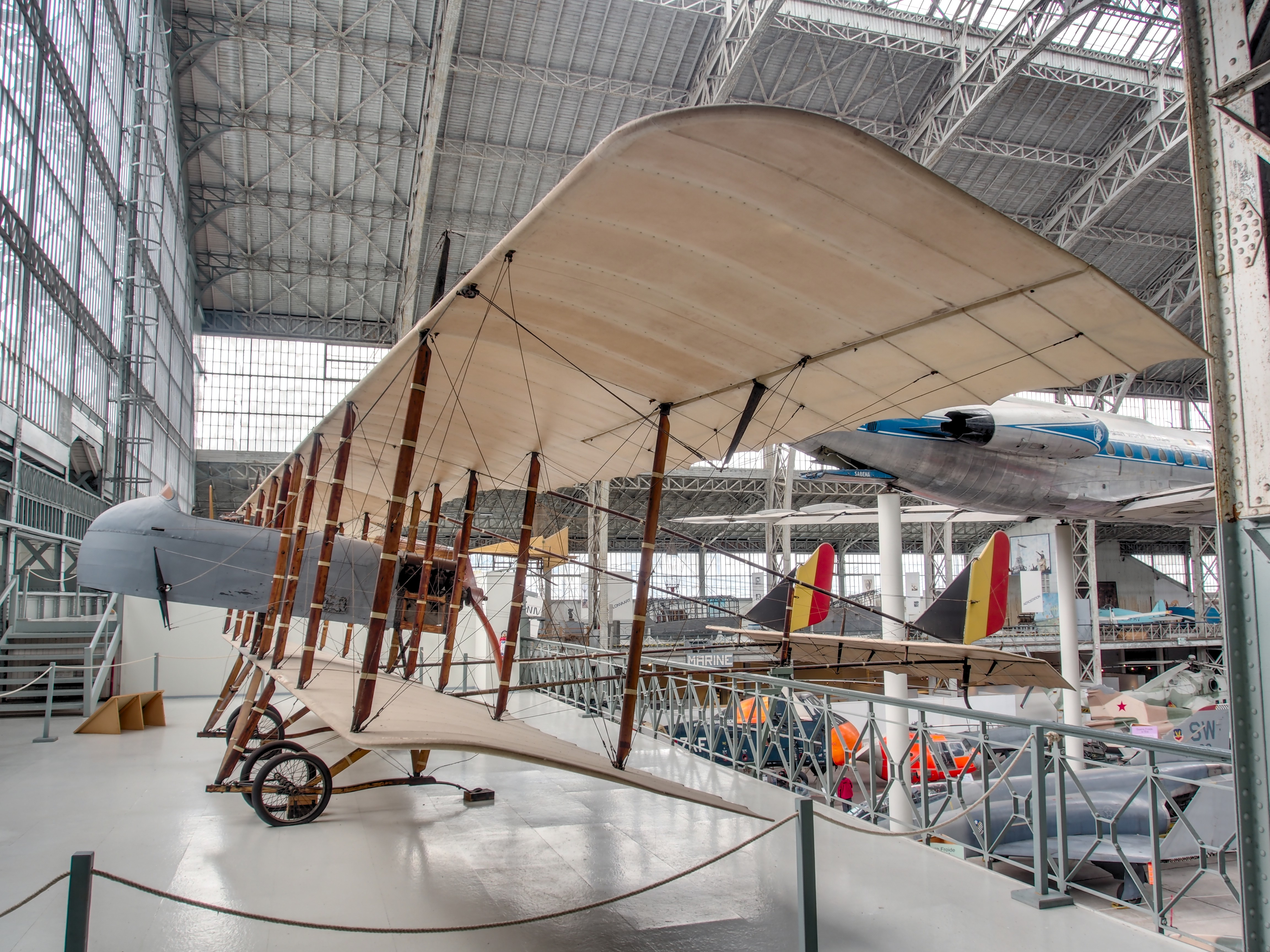
Сохранившийся MF.11, выставленный в Королевском музее армии и военной истории Бельгии

MF.11 британского производства с серийным номером CFS-20 экспонируется в Музее королевских военно-воздушных сил Австралии (Пойнт-Кук) в ангаре тренировочных самолётов. Этот аэроплан был одной из четырёх аналогичных машин, заказанных Австралийским лётным корпусом в 1917 году для выполнения тренировочных полётов. Ещё один самолёт из этой партии выставлен в экспозиции Канадского музея авиации и космоса (Оттава), посвящённой Первой мировой войне.
Третий из сохранившихся MF.11 находится в авиационном зале Королевского музея армии и военной истории Бельгии (Брюссель).

## Тактико-технические характеристики
Приведённые ниже характеристики соответствуют модификации с двигателем «Рено» в 130 л. с.
- Размах крыла: 18,15 м
- Длина: 9,35 м
- Высота: 3,10 м
- Площадь крыльев: 34,8 м²
- Сухой вес: 650 кг
- Взлётный вес: 1100 кг
- Максимальная скорость: 116 км/ч
- Время набора высоты 2000 м: 30 мин
- Потолок: 3750 м
- Продолжительность полета: 3,45 ч
- Вооружение: 1 х 7,7-мм шкворневый пулемет «Льюис», 100 кг бомб
- Экипаж: 2 чел.

## Галерея

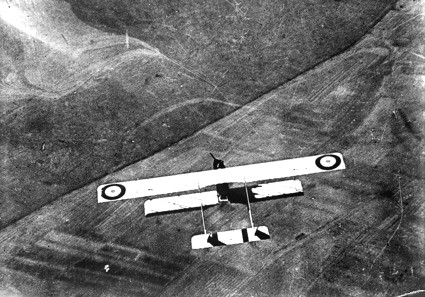
MF.11 в полёте над удерживаемой немцами территорией (1915)
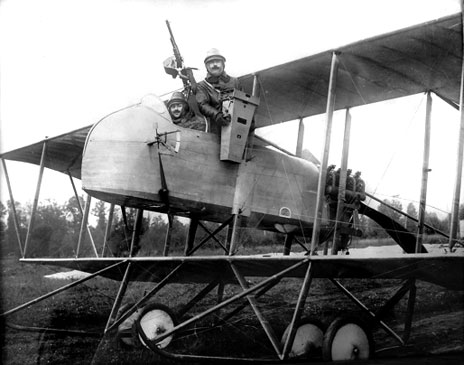
Разведывательный вариант MF.11, оснащённый фотокамерой (1916)
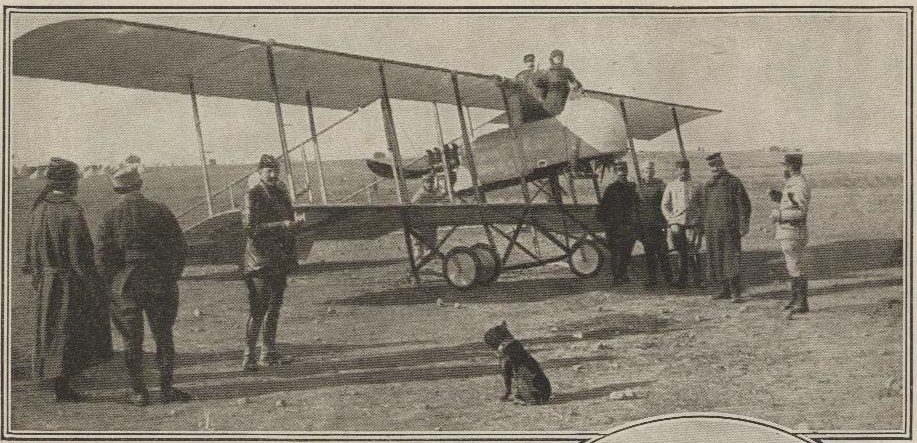
Французский MF.11 на острове Хиос после боевого вылета на бомбардировку Смирны (1916)
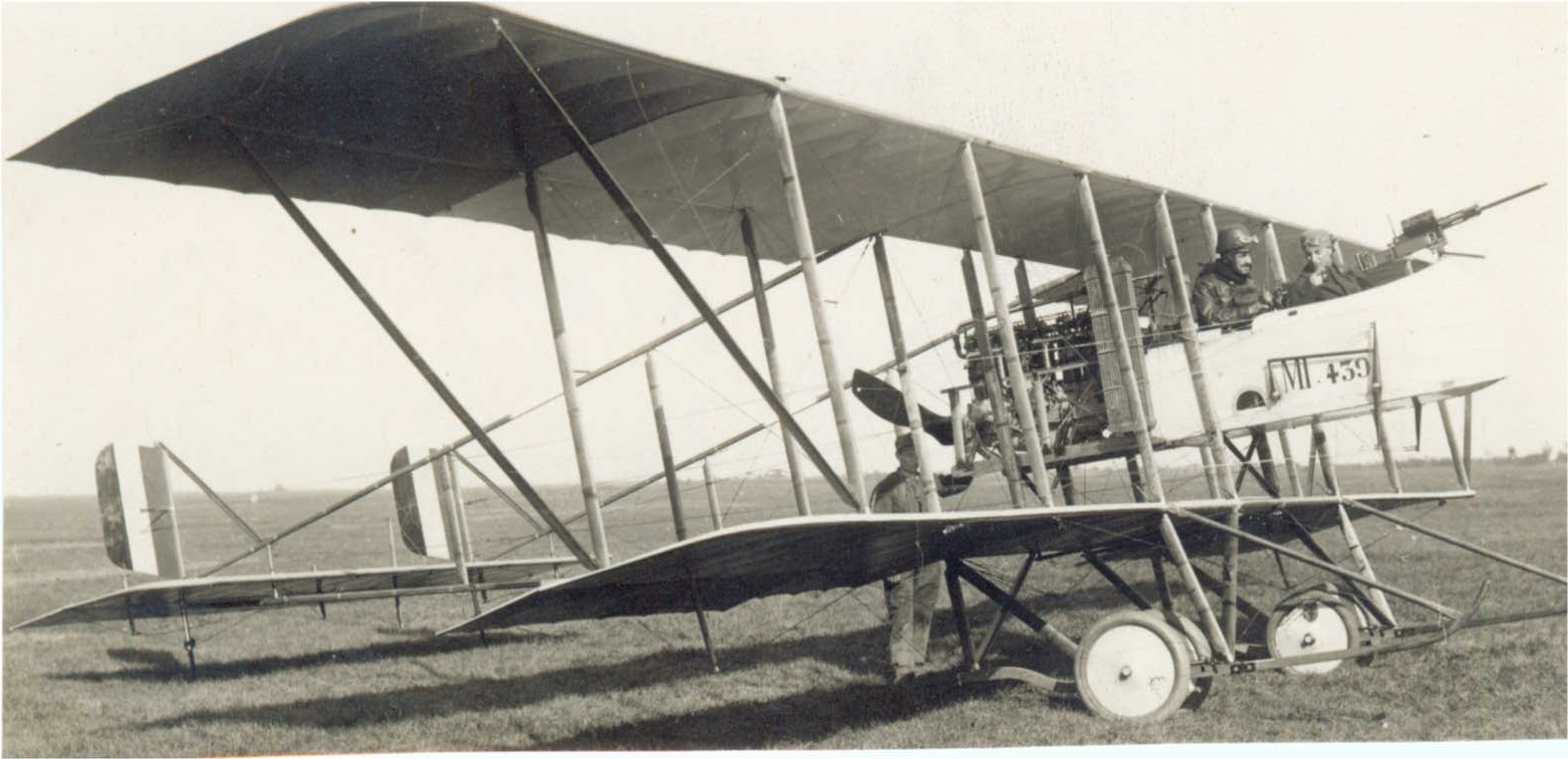
MF.11 итальянского производства с двигателем «Фиат» A.10 и пулемётом «Ревелли» во время Второй битвы на Изонцо (1915)
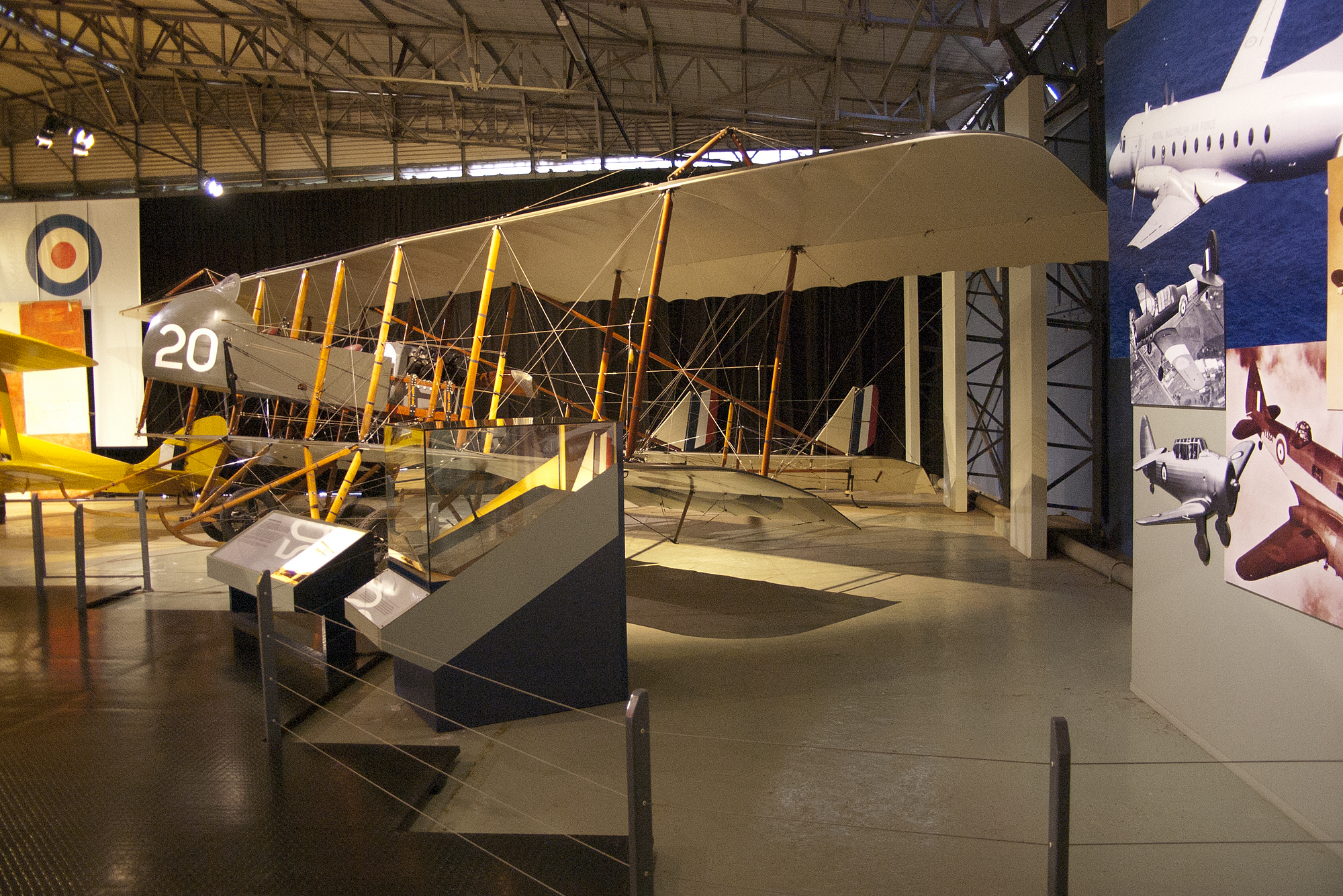
Сохранившийся MF.11 британского производства в Музее королевских военно-воздушных сил Австралии